# Potsdam-Klasse
Die Potsdam-Klasse ist eine Serie von vier Einsatzschiffen der deutschen Bundespolizei. Sie wurde ab 2016 in Auftrag gegeben und ersetzt die bereits außer Dienst gestellten Boote der Sassnitz-Klasse sowie die Bredstedt. Neben dem Typschiff Potsdam (Kennung BP 81) sind die Schiffe Bamberg (BP 82) und Bad Düben (BP 83) seit 2019 im Einsatz, 2023 folgte die Neustadt (BP 84).

## Geschichte
Nachdem der Bundestag im Herbst 2015 die Finanzierung für drei Schiffe sichergestellt hatte, wurde am 12. Dezember 2016 der Bauauftrag an die Fassmer-Werft in Berne vergeben. Während das erste Schiff, die Potsdam, komplett in Berne gebaut wurde, wurde aus Kapazitätsgründen der Auftrag für den Rohbau der beiden anderen Schiffe an die Werft Western Baltija Shipbuilding in Klaipėda (Litauen) vergeben. Ihre Rümpfe wurden anschließend zur Fertigstellung nach Deutschland geschleppt. Im Rahmen der Taufe der Potsdam am 14. Dezember 2018 wurde bekannt, dass die Schiffe entgegen der ursprünglichen Planung mit je einer Mk-110-57mm-Kanone bewaffnet werden sollen. Begründet wurde dies mit dem erweiterten Aufgabenspektrum der Küstenwache und der Notwendigkeit, auch große Schiffe notfalls aufhalten zu können.
Das Typschiff Potsdam wurde am 22. Juli 2019 in Neustadt in Holstein als erstes dieser drei Einsatzschiffe feierlich in Dienst gestellt. Am 18. September 2019 und 20. November 2019 folgten die beiden weiteren Einheiten.
Mit der Einführung der Potsdam-Klasse verfügt die Bundespolizei mit den zwei verbliebenen Schiffen der Bad-Bramstedt-Klasse über insgesamt sechs Einsatzschiffe. Sie unterstehen der Bundespolizeidirektion Bad Bramstedt als ausgegliederter Direktionsbereich Bundespolizei See mit Sitz in Neustadt (Holstein) und den drei Bundespolizeiinspektionen See in Neustadt, Warnemünde und Cuxhaven.
Anfang des Jahres 2021 wurde bekannt, dass als Ergänzung zu den ersten drei Exemplaren der Potsdam-Klasse ein viertes Schiff in Auftrag gegeben wurde, das 2023 in Dienst gestellt wurde. Insgesamt sind sechs Schiffe der Klasse geplant.

## Beschreibung
Die Einsatzschiffe sind jeweils 86,02 m lang und 13,42 m breit. Der Hauptantrieb besteht aus zwei Wärtsilä-Dieselmotoren vom Typ 12V 26F mit je 4.080 kW Leistung, die ihr Drehmoment über je ein ZF-Getriebe auf einen Verstellpropeller übertragen. Zwei Bordaggregate von Caterpillar mit je 820 kW Leistung erhöhen über an die Getriebe der Hauptmotoren angeflanschte elektrische Fahrmotoren, die auch als Generatoren arbeiten können, die Antriebsleistung. Zur besseren Steuerbarkeit verfügt jedes Schiff außerdem über zwei Querstrahlruder der Firma Jastram.

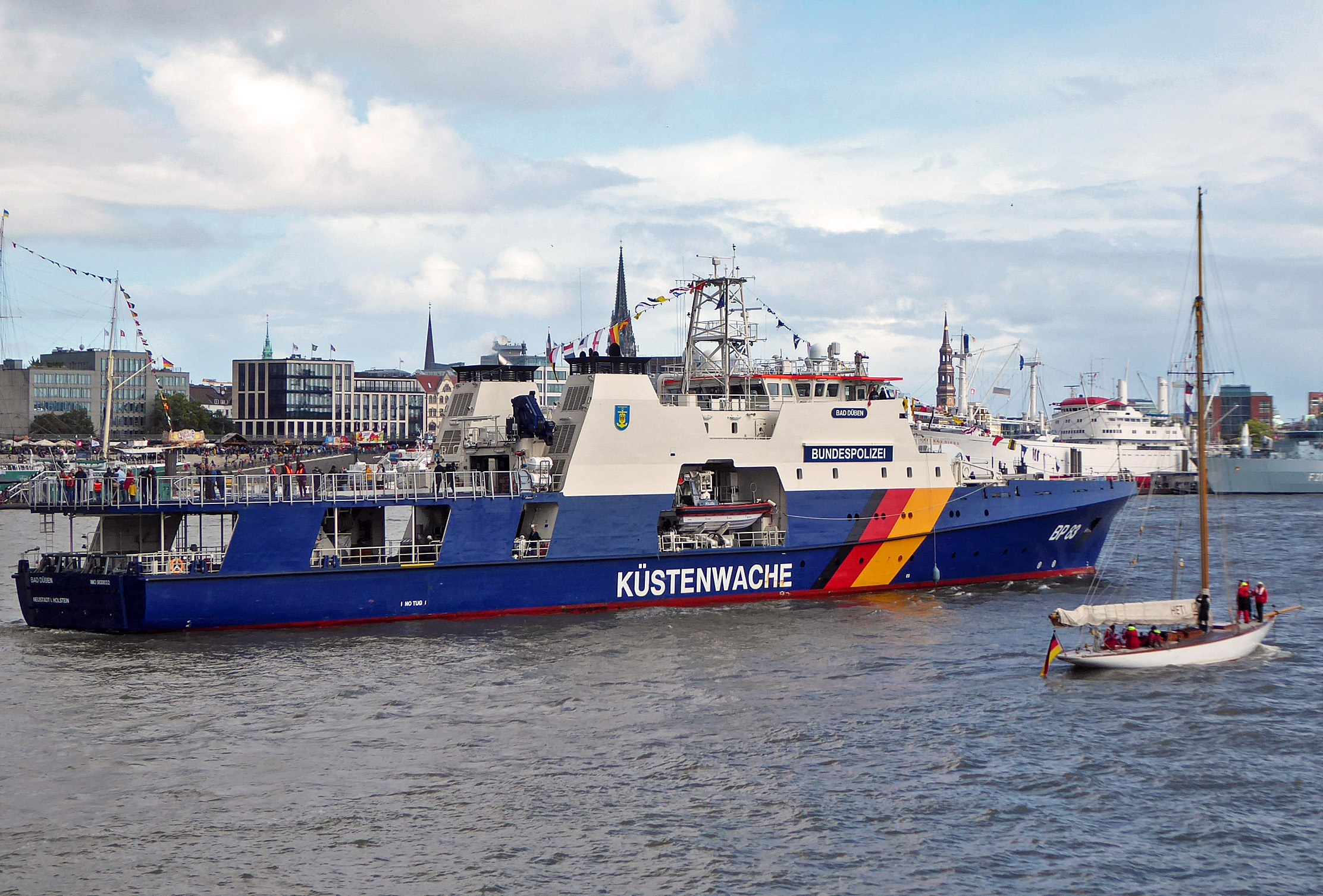
BP 83 Bad Düben beim Hamburger Hafengeburtstag 2022

Die Motoren sind mit Abgasnachbehandlungsanlagen ausgerüstet und erfüllen die Abgasnorm TIER III und die ECA-Norm für Nord- und Ostsee. Konstruktiv weisen sie außerdem alle Kriterien auf, die für die Erteilung des Blauen Engels nötig sind.
Die Schiffe verfügen über ein Hubschrauberlandedeck mit einem zugelassenen Höchstabfluggewicht von 12 Tonnen (MTOW 12 t), auf dem auch der größte Hubschrauber der Bundespolizei, die AS 332 L1 „Super Puma“ von Airbus Helicopters, landen kann. Seit 2024 werden auch Landungen mit den noch größeren Hubschraubern des Typs NH90 der Deutschen Marine geübt. Für besondere Missionen stehen fünf Containerstellplätze auf dem Hauptdeck zur Verfügung.
Zur Bekämpfung von Schiffsbränden besitzen die Schiffe eine Feuerlöscheinrichtung mit zwei Löschmonitoren.
Auf jeder Seite lagert jeweils ein schnelles Kontrollboot, das über ein spezielles launch and recovery-system (Caley-Davit) rasch ins Wasser abgesetzt bzw. wieder aufgenommen werden kann. Die Boote sind bis zu einer Wellenhöhe von vier Metern einsetzbar. In zwei Heckwannen können bei Bedarf Tochterboote mitgeführt werden, die im Bedarfsfall durch Öffnen einer Heckklappe zu Wasser gelassen werden können.
Ab 2020 wurden auf der Bad Düben und auf der Potsdam ein Geschütz im Kaliber 57 × 438 mm und zwei schwere Maschinengewehre im Kaliber 12,7 × 99 mm NATO (.50 BMG) installiert. Bis Ende 2020 wurde auch die Bamberg damit nachgerüstet.

## Einsatzprofil
Die primäre Aufgabe der Bundespolizei See ist es die Außengrenzen der Bundesrepublik in Nord- und Ostsee zu sichern, weitere Funktionen sind Kontrollen der Schiffssicherheit und subsidiär zu den anderen Teileinheiten der Küstenwache des Bundes die Fischereiaufsicht und Hilfs- und Rettungseinsätze. Die großen Einheiten der Potsdam-Klasse überwachen dazu nicht nur die 12-Meilen-Zone, sondern auch die Ausschließliche Wirtschaftszone. Die Schiffe sind dazu auf typischerweise fünf- bis sechstägigen Patrouillenfahrten unterwegs. Die Rechtsgrundlage ist neben dem Bundespolizeigesetz über die Vermittlung des §6 BPolG auch das Völkerrecht, soweit diese Funktionen nicht ausschließlich der Bundeswehr zugewiesen sind.

## Schiffe
| Kennung | Name      | Rufzeichen | Kiellegung         | Stapellauf         | Ablieferung     | Indienststellung   | Heimathafen          | Standorthafen | Referenzen                      |
| ------- | --------- | ---------- | ------------------ | ------------------ | --------------- | ------------------ | -------------------- | ------------- | ------------------------------- |
| BP 81   | Potsdam   | DBBM       | 14. August 2017    | 8. Dezember 2018   | 9. Mai 2019     | 22. Juli 2019      | Neustadt in Holstein | Cuxhaven      | [ 19 ] [ 20 ]                   |
| BP 82   | Bamberg   | DBBO       | 28. September 2017 |                    | 30. Juli 2019   | 18. September 2019 | Neustadt in Holstein | Rostock       | [ 21 ] [ 22 ]                   |
| BP 83   | Bad Düben | DBBP       | 31. Oktober 2017   | 7. Mai 2019        | 1. Oktober 2019 | 20. November 2019  | Neustadt in Holstein | Cuxhaven      | [ 23 ]                          |
| BP 84   | Neustadt  | DBIF       | 6. Mai 2021        | 26. September 2022 | 7. März 2023    | 10. Juni 2023      | Neustadt in Holstein | Rostock       | [ 7 ] [ 8 ] [ 9 ] [ 24 ] [ 25 ] |

## Erkennungsmerkmale
Die bei der Küstenwache eingesetzten Schiffe und Boote haben alle die gleichen Erkennungsmerkmale:
- Schriftzug „Küstenwache“
- Streifen in Schwarz-Rot-Gold am Schiffsrumpf
- Wappen der Küstenwache am Aufbau